# Marian Rejewski

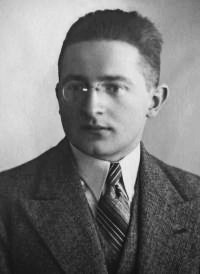
Marian Rejewski 1932

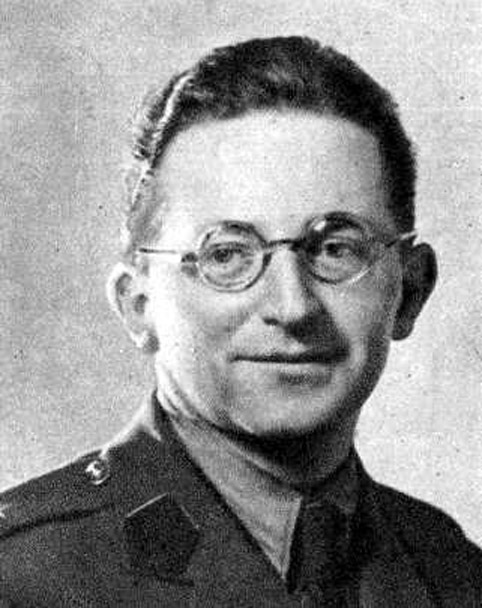
Marian Rejewski 1943/44

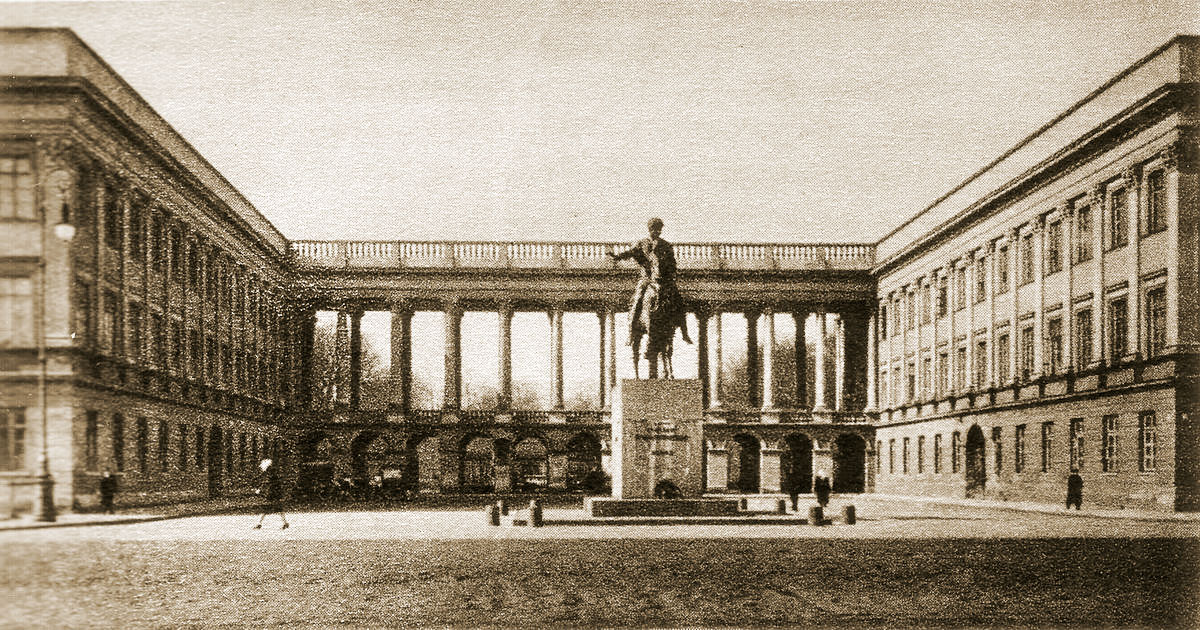
Rejewskis Arbeitsplatz beim polnischen Chiffrenbüro BS befand sich in den 1930er-Jahren im rechten Flügel des Sächsischen Palais in Warschau.

Marian Adam Rejewski  ⓘ (* 16. August 1905 in Bromberg, Deutsches Reich; † 13. Februar 1980 in Warschau, Volksrepublik Polen) war ein polnischer Mathematiker und Kryptologe. Er legte 1932 die Grundlagen zur Kryptoanalyse der deutschen Schlüsselmaschine Enigma und damit zur Entzifferung der Funksprüche, die die deutschen Militärs im Zweiten Weltkrieg damit verschlüsselten.

## Studentenleben
Rejewski begann nach dem Abschluss der Schule Mathematik und Statistik an der Universität in Posen zu studieren. Im Sommer 1929 wechselte er nach Göttingen, wo er ein Jahr blieb. Während Rejewskis Abwesenheit hielt das Biuro Szyfrów (deutsch: „Chiffren-Büro“) des polnischen Generalstabs einen Kurs für zwanzig ausgewählte Studenten ab. Der Geheimdienst hatte Posen für diesen Sonderkurs ausgewählt, da die Stadt von 1793 bis 1918 zu Deutschland gehört hatte und daher viele deutschsprachige Studenten beherbergte. Man hatte die Hoffnung, so neue Kryptologen zu gewinnen. Rejewski wurde kurze Zeit später eine Assistentenstelle an seiner Heimatuniversität angeboten, woraufhin er aus Göttingen zurückkehrte. Nach dem Kurs des Geheimdienstes war an der Posener Universität ein Chiffrenbüro eingerichtet worden, in dem die beiden jüngeren Studenten Henryk Zygalski und Jerzy Różycki arbeiteten. Nun begann auch Rejewski, sich mit der Kunst der Verschlüsselung zu beschäftigen.

## Arbeit im Chiffrenbüro

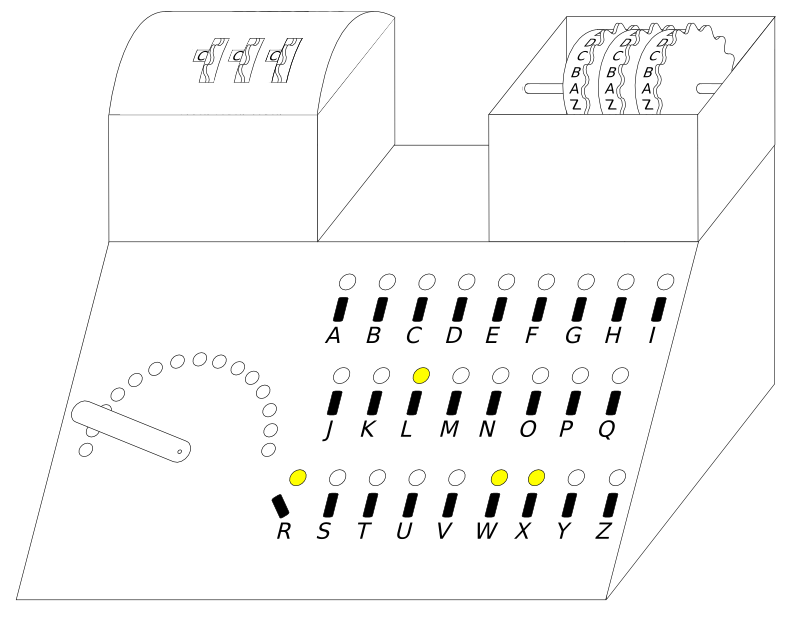
Das Zyklometer (1934)

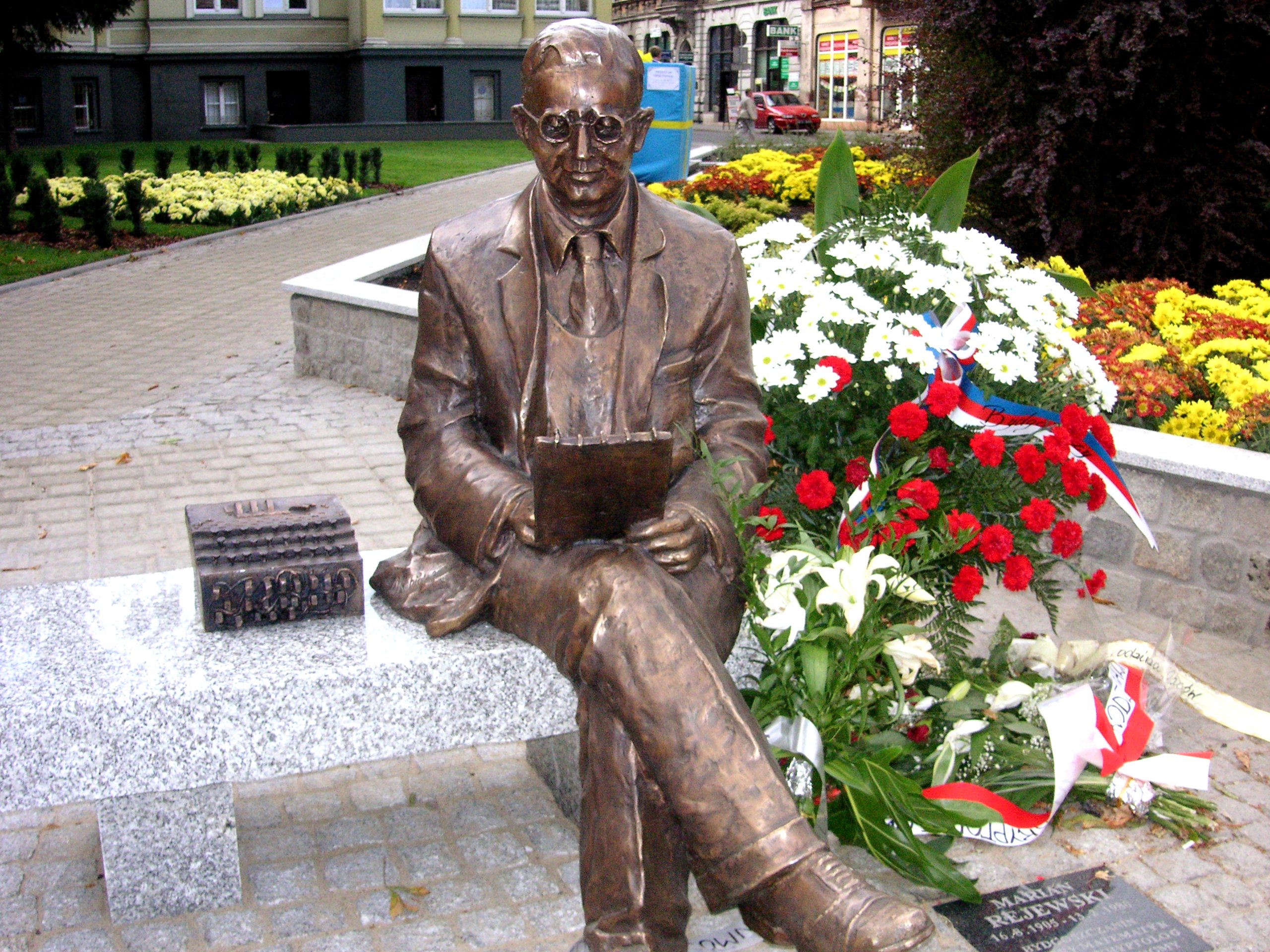
Denkmal für Marian Rejewski in seiner Geburtsstadt Bydgoszcz (Bromberg), das im Jahr 2005 anlässlich seines 100. Geburtstags dort enthüllt wurde. Links neben ihm ist die Skulptur einer Enigma zu sehen.

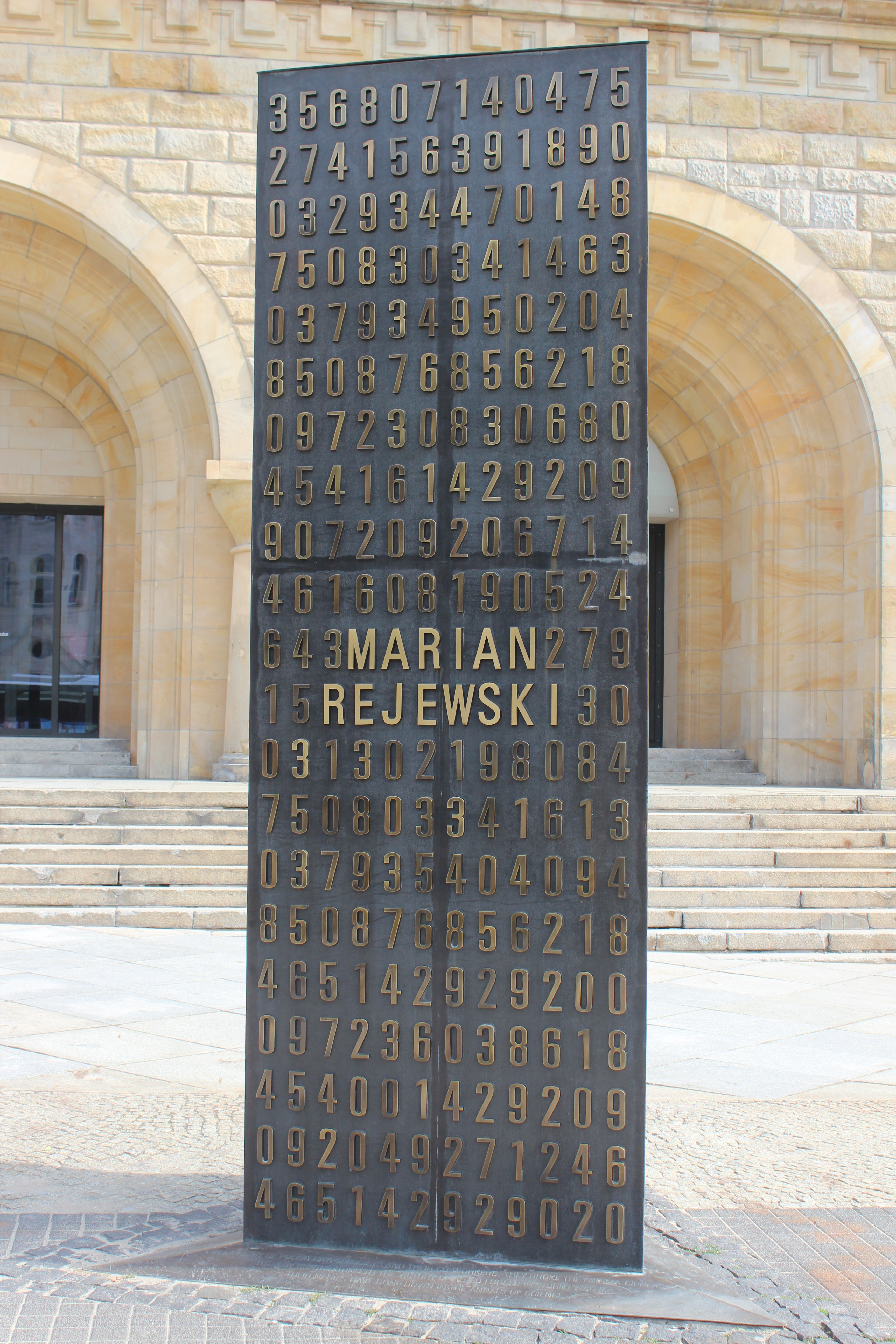
Ehrenmal für Marian Rejewski in Posen.

Im Jahr 1932 wurde er vom Biuro Szyfrów (deutsch: „Chiffrenbüro“) in Warschau angeworben, und dem Referat BS4, der für Deutschland zuständigen Abteilung, zugeteilt. Dort gelang ihm bereits im Jahr 1932, zusammen mit seinen beiden Kollegen Różycki und Zygalski, die Kryptanalyse und der erste Einbruch in die deutschen Enigma-Funksprüche. Hierzu nutzte er speziell dafür konstruierte elektromechanische Maschinen, die als Zyklometer beziehungsweise Bomba bezeichnet wurden. Hiermit konnte innerhalb von wenigen Stunden der Tagesschlüssel gefunden werden, der zum Verschlüsseln der Nachrichten diente. Vor 1936 wurde er von den Deutschen nur quartalsweise gewechselt, danach täglich. Mit seinem Wissen über die Enigma war Rejewski allen anderen Kryptoanalytikern, die die Enigma für „unbrechbar“ hielten, um viele Jahre voraus.
Im Jahr 1939 entschloss sich das Chiffrenbüro, angesichts der für Polen zunehmend drohenden Gefahr, die seit 1932 erfolgreich entwickelten Methodiken und Gerätschaften, mit denen es gelungen war, die von der deutschen Reichswehr und später von der Wehrmacht mithilfe der Enigma verschlüsselten Nachrichten zu entziffern, an die französischen und britischen Verbündeten weiterzugeben. Am 26. und 27. Juli 1939 kam es zum legendären Geheimtreffen französischer, britischer und polnischer Codeknacker im Kabaty-Wald von Pyry, knapp 20 km südlich von Warschau, bei dem sie den verblüfften Briten und Franzosen ihre Enigma-Nachbauten und ihre kryptanalytischen Maschinen präsentierten und ihre Methodiken offenbarten.
Eine elementar wichtige Information erlangten hierbei die polnischen Verbündeten, nachdem der britische Codebreaker „Dilly“ Knox Rejewski die Frage (wohl auf Französisch) gestellt hatte: „Quel est le QWERTZU?“ (deutsch: „Was ist der QWERTZU?“; also sinngemäß: „Wie lautet die Verdrahtungsreihenfolge der Eintrittswalze?“). Rejewskis Antwort war genial einfach: „ABCDEFG...“
Mit diesem Anschub konnten die Briten im englischen Bletchley Park (B.P.) mit Ausbruch des Krieges einen erneuten Angriff auf die deutsche Maschine starten, der es ihnen in der Folge ermöglichte, die verschlüsselten deutschen Funksprüche nahezu kontinuierlich während des gesamten Zweiten Weltkriegs zu entziffern, insgesamt wurden es über zweieinhalb Millionen „geknackte“ Sprüche.
Rejewski selbst nahm mit Teilen des Biuro Szyfrów im Oktober 1939 seine Arbeit in Frankreich auf und wurde dort dem „PC Bruno“ zugeteilt. Als auch dort die deutsche Wehrmacht im Juni 1940 einmarschierte, wurden er und weitere Kollegen des BS über Algerien nach Südfrankreich in den neuen Standort „Cadix“ evakuiert. Am 30. August 1943 wurden sie nach Großbritannien gebracht, wo sie ihre Forschungsarbeiten in Boxmoor durchführten. Die Erkenntnisse des Biuro Szyfrów wurden von den Alliierten, vor allem in England, weiter genutzt und verbessert. Die Erfolge der englischen Kryptoanalytiker in Bletchley Park zum Bruch der Enigma basieren auf den Arbeiten von Rejewski und dem Biuro Szyfrów.
Nach dem Krieg kehrte Rejewski nach Polen zurück, wo er seine Frau und seine beiden Kinder wiederfand. Er verfasste ein Buch über seine Arbeit, das aber nie veröffentlicht wurde. Die Polnische Gesellschaft für Mathematik ehrte ihn mit einer speziell für ihn kreierten Medaille. Rejewski starb 1980 in Warschau und ist dort auf dem Powązki-Friedhof bestattet.

## Posthume Ehrungen
2000 wurde ihm posthum das Großkreuz des Ordens Polonia Restituta verliehen. 2001 wurde in einer offiziellen Zeremonie in Gegenwart polnischer Generäle, Rejewskis Tochter und des Präsidenten der polnischen mathematischen Gesellschaft eine Erinnerungsplakette an Rejewski an seinem Grab eingeweiht.
Im Jahr 2007, zum 75-jährigen Jubiläum der ersten Entzifferung der Enigma, wurde vor dem Residenzschloss in Posen das Kryptologen-Denkmal (polnisch: Pomnik kryptologów) enthüllt, das ihm und seinen beiden Kollegen gewidmet ist.

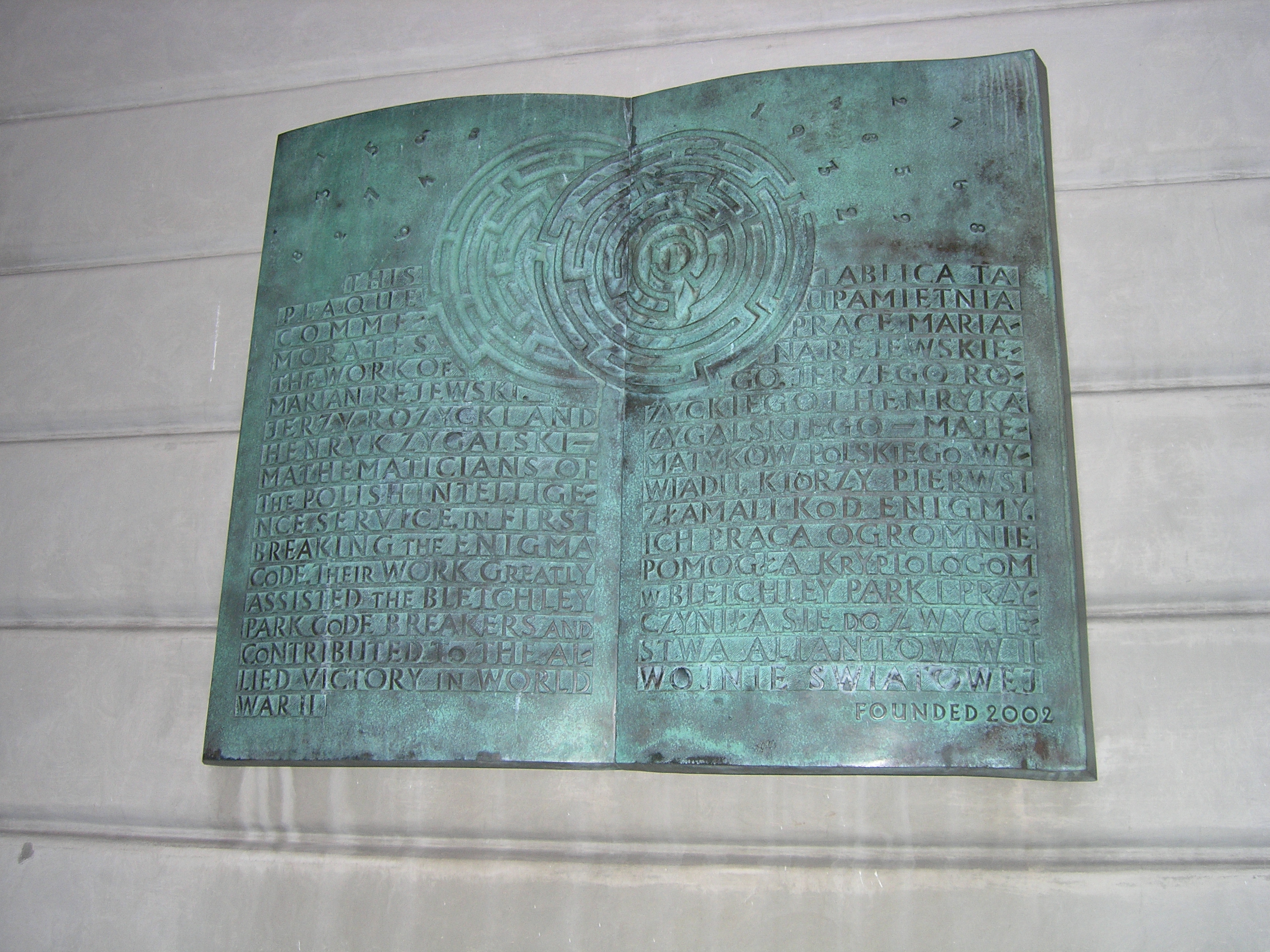
Gedenktafel für Rejewski und seine Kollegen am Warschauer Piłsudski-Platz

Ihm zu Ehren wurde am Warschauer Piłsudski-Platz eine Gedenktafel angebracht.
Im Jahr 2014 wurde er in die Hall of Honor (Ehrenhalle) der NSA (National Security Agency) aufgenommen.

## Werke (Auswahl)
- An Application of the Theory of Permutations in Breaking the Enigma Cipher. Applicationes Mathematicae, 16 (4), 1980, S. 543–559. PDF; 1,6 MB.
- How Polish Mathematicians Deciphered the Enigma. Annals of the History of Computing, 3 (3), Juli 1981, S. 213–234.